# Бронзовий равлик
«Бро́нзовий ра́влик» — літературна премія за найкращі фантастичні оповідання, які було опубліковано впродовж року російською мовою. Вручалася щорічно в Санкт-Петербурзі з 1992 по 2012 рік. Премію було засновано Андрієм Ніколаєвим і Олександром Сидоровичем в 1992 році. Прообразом премії була премія Бориса Стругацького, яку вручали в 1991 році. 
Премія вручалася в декількох
номінаціях: за найкращу фантастичну
публікацію великої форми (роман),
середньої форми (повість), малої
форми (розповідь, новела), а
також за найкращий критико-
публіцистичний твір, присвячений
проблемам фантастики. 
Головою і єдиним членом журі був Борис Стругацький, таким чином дана премія — «найсуб'єктивніша» з премій російської фантастики.

## Лауреати
| Рік  | Велика форма                                             | Середня форма                                 | Мала форма                                                                          | Публіцистика                                                                                               |
| ---- | -------------------------------------------------------- | --------------------------------------------- | ----------------------------------------------------------------------------------- | --- |
| 1992 | Михайло Успенський «Чавунний вершник»                    | —                                             | Михайло Веллер «Хочу до Парижа»                                                     | Сергій Переслєгін «…Ілюзії й дорога»                                                                       |
| 1993 | Андрій Столяров «Монахи під місяцем»                     | Віктор Пелевін «Омон Ра»                      | Кир Буличов «Про страх»                                                             | Роман Арбітман «Живемо лише двічі»                                                                         |
| 1994 | В'ячеслав Рибаков «Гравілет „Цесаревич“»                 | —                                             | Андрій Лазарчук «Мумія»                                                             | Рустам Станіславович Кац «Історія рядянської фантастики»                                                   |
| 1995 | Андрій Лазарчук «Солдати Вавилона»                       | Олександр Щоголев «Ніч назавжди»              | Борис Штерн «Кощій безсмертний — бісів поет»                                        | В'ячеслав Рибаков «Кружляючи в пошуках сенсу»                                                              |
| 1996 | Едуард Геворкян «Часи негідників»                        | Євген Лукін «Там, за Ахеронтом»               | Павло Кузьменко «Бейрутський салат»                                                 | Сергій Переслєгін «Око тайфуну»                                                                            |
| 1997 | В'ячеслав Рибаков «Смикни за мотузочку»                  | Борис Штерн «Слава Нінелі!»                   | Микола Ютанов «Аманжол»                                                             | Едуард Геворкян «Бійці теракотової гвардії»                                                                |
| 1998 | Борис Штерн (посмертно) «Ефіоп»                          | Олена Хаєцька «Морокобіс»                     | Андрій Лазарчук, Михайло Успенський «Жовтий підводний човен „Комсомолець Мордовії“» | Євген Лукін «Декрет про скасування дієслова: маніфест партії націонал-лінгвістів»                          |
| 1999 | Євген Лукін «Зона справедливості»                        | Василь Щепетньов «Сьома частина пітьми»       | Василь Щепетньов «Позолочена рибка»                                                 | Сергій Переслєгін цикл післямов до 6—13 томів серії «Світи братів Стругацьких»                             |
| 2000 | Віктор Пелевін «Generation „П“»                          | Сергій Синякін «Монах на краю землі»          | Євген Лукин «В країні, де заходить сонце»                                           | Вадим Козаков, Олексій Керзін, Юрій Флейшман «Бібліографія творів братів Стругацьких»                      |
| 2001 | Марина та Сергій Дяченки «Армагед-дім»                   | Марина та Сергій Дяченки «Останній дон Кіхот» | В'ячеслав Рибаков «Повернення»                                                      | Анатолій Бритиков «Вітчизняна науково-фантастична література: Деякі проблеми історії та теорії жанру»      |
| 2002 | Марина та Сергій Дяченки «Долина совісті»                | Сергій Синякін «Кавказький полонений»         | Марина та Сергій Дяченки «Баскетбол»                                                | Кирило Єськов «Наша відповідь Фукуямі»                                                                     |
| 2003 | Сергій Лук'яненко «Спектр»                               | Алан Кубатієв «У пошуках пана П.»             | Андрій Лазарчук «У кішки чотири ноги…»                                              | Геннадій Прашкевич «Малий бедекер із НФ»                                                                   |
| 2004 | Кирило Бенедиктов «Війна за Асгард»                      | Геннадій Прашкевич «Білий мамонт»             | Леонід Каганов «Хомка»                                                              | Кир Буличов «Пасербиця епохи»                                                                              |
| 2005 | Володимир Васильєв, Олександр Громов «Антарктида online» | Геннадій Прашкевич «Територія гріха»          | Олексій Калугін «В саду»                                                            | Алан Кубатієв «Дерев'яний і бронзовий Данте, або Нічого не закінчилося»                                    |
| 2006 | Дмитро Биков «Евакуатор»                                 | Олександр Житинський «Спитайте ваші душі»     | Олег Овчинников «Зірка в подарунок»                                                 | Алан Кубатієв «„Що дали йому Візантії орли золоті?..“. Роздуми над столом, засміченим книжками»            |
| 2007 | Євген Філенко «Бумеранг на один кидок»                   | Геннадій Прашкевич «Російський Струльдбруг»   | Андрій Саломатов «Сірий янгол»                                                      | Сергій Соболєв «Альтернативна історія: посібник для хронохічхайкерів»                                      |
| 2008 | Ігор Сахновський «Людина, яка знала все»                 | Євген Лукін «Буття наше дірчасте»             | Марія Галіна «Поводир»                                                              | Геннадій Прашкевич «Червоний сфінкс. Історія російської фантастики від В. Ф. Одоєвського до Бориса Штерна» |
| 2009 | Дмитро Биков «Списання»                                  | Олексій Лук'янов «Глибоке буріння»            | Юлія Зоніс «Ме-гі-до»                                                               | Ант Скаландіс «Брати Стругацькі»                                                                           |
| 2010 | Яна Дубинянська «Глобальне потепління»                   | Михайло Назаренко «Острів Цейлон»             | Марина та Сергій Дяченки «Імператор»                                                | Микола Романецький «Тринадцять думок про наш шлях»                                                         |
| 2011 | Тим Скоренко «Сад Ієроніма Босха»                        | Олексій Лук'янов «Високий тиск»               | Марія Галіна «Ласкаво просимо до прекрасної країни!»                                | Сергій Переслєгін «Повернення до зірок: Фантастика й евологія»                                             |
| 2012 | Захар Прилєпін «Чорна мавпа»                             | Андрій Ізмайлов «Гра у скриню»                | —                                                                                   | Сергій Переслєгін «Небезпечна бритва Оккама»                                                               |